# Saint-Ambroix (Gard)
Saint-Ambroix – miejscowość i gmina we Francji, w regionie Oksytania, w departamencie Gard.
Według danych na rok 1990 gminę zamieszkiwało 3517 osób, a gęstość zaludnienia wynosiła 300 osób/km² (wśród 1545 gmin Langwedocji-Roussillon Saint-Ambroix plasuje się na 100. miejscu pod względem liczby ludności, natomiast pod względem powierzchni na miejscu 664.).